# Alan Rickman
Alan Sidney Patrick Rickman (London, 1946. február 21. – London, 2016. január 14.) BAFTA-, Golden Globe- és Primetime Emmy-díjas angol színész, filmrendező. 
Első híresebb szerepe a Drágán add az életed! (1988) negatív főszereplőjének, Hans Grubernek a megformálása volt. Az 1991-es  Robin Hood, a tolvajok fejedelme nottinghami bírójaként BAFTA-díjat nyert. 2001 és 2011 között Perselus Piton megformálója volt a Harry Potter-filmekben.

## Fiatalkora
1946. február 21-én született Londonban, édesapját még gyermekkorában elvesztette. Egy bátyja, egy öccse és egy húga van. 
Már gyerekkorában nagyon érdekelte a színészet, gyakran fel is lépett az iskolai előadásokon. Érettségije után azonban mégis úgy döntött, hogy inkább grafikus lesz, ezért beiratkozott a Royal College of Art intézménybe. Majd mégis a világot jelentő deszkák mellett döntött, és huszonhat évesen elnyerte a Royal Academy of Dramatic Art ösztöndíját, így három évig tanult itt, eközben több színpadi alakítással vonta magára a figyelmet. Többek közt ennek volt köszönhető, hogy az itt kapott kedvező kritikák hatására a BBC is élénken érdeklődni kezdett iránta. 
Színpadi szerepei közül kiemelkedik Csehov Sirálya. Később a Royal Shakespeare Company tagjaként emlékezetes alakítást produkált többek között az Ahogy tetszik és a Troilus és Cressida című színdarabokban.

## Filmes pályafutása
Több kisebb-nagyobb televíziós szerep után Rickman akkor vált igazán ismertté, amikor a Drágán add az életed! (1988) című akciófilmben eljátszotta Hans Gruber német bankrablót. Ezzel egy csapásra berobbant Hollywood ismertebb arcai közé és megalapozta későbbi pályáját is. 1991-ben a Robin Hood, a tolvajok fejedelme című kalandfilmben, Kevin Costner mellett a gonosz nottinghami bírót formálta meg. BAFTA-díjat nyert legjobb mellékszereplő kategóriában. Rickman további jelöléseket is begyűjtött az Értelem és érzelem (1995), illetve a Michael Collins (1996) című filmekért. Tim Robbins politikai szatírájában, a Bob Roberts-ben kampánymenedzsert alakított, majd a Raszputyin című televíziós film főszerepéért Primetime Emmy-díj és Golden Globe-díj lett a jutalma. 
1997-ben a Téli vendég című filmmel rendezőként is bemutatkozott, az alkotás három díjat nyert a Velencei Nemzetközi Filmfesztiválon. A Fújd szárazra, édes! (2001) című vígjátékban mesterfodrász és elhagyott férj volt egy személyben. A szintén 2001-es Harry Potter és a bölcsek köve című fantasyfilmben az elsőre ellenszenvesnek tűnő, ám a végletekig hűséges Piton professzort alakítja. Rickman a többi Harry Potter-filmben is szerepelt, melynek utolsó része 2011-ben jelent meg. Az Egy csoda teremtése című 2004-es tévéfilmmel újabb Primetime Emmy-re jelölték. 2007-ben a Tim Burton rendezésében készült Sweeney Todd, a Fleet Street démoni borbélya című musicalfilmben volt látható. Utolsó filmes alakítása egy szinkronszerep volt a 2016-os Alice Tükörországban című kalandfilmben.
Rickman nemcsak színészként elismert, hanem a képzésben is prominens szerepet vállalt: 2003-tól a Royal Academy of Dramatic Art alelnöke volt.

## Magánélete
1965-ben ismerte meg Rima Horton akadémikust. 1977-től 2016-ig, Rickman haláláig éltek együtt, gyermekük nem született. 2012-ben egy privát ceremónián házasodtak össze.

## Betegsége és halála
2015 augusztusában Rickman kisebb agyvérzést kapott, ennek kezelése során hasnyálmirigyrákot diagnosztizáltak nála. Csak a közeli ismerőseinek mondta el, hogy halálos beteg. 
2016. január 14-én, egy hónappal 70. születésnapja előtt hunyt el Londonban. 2016. február 3-án hamvasztották el a Kensal Green-i West London Crematoriumban. Hamvait felesége, Rima Horton vette át. 
Utolsó két munkáját, Az élet ára (2015) és az Alice Tükörországban (2016) című filmeket emlékének ajánlották, amiképp a The Limehouse Golem filmet is, mely a következő projektje lett volna.

## Filmográfia

### Film
| Év   | Magyar cím                                   | Eredeti cím                                    | Szerep                                   | Magyar hang      |
| ---- | -------------------------------------------- | ---------------------------------------------- | ---------------------------------------- | ---------------- |
| 1988 | Drágán add az életed!                        | Die Hard                                       | Hans Gruber                              | Helyey László    |
| 1988 | Drágán add az életed!                        | Die Hard                                       | Hans Gruber                              | Széles László    |
| 1989 | Szorul a hurok                               | The January Man                                | Ed, a festő                              | Schlanger András |
| 1990 | A Winchester mestere                         | Quigley Down Under                             | Elliot Marston                           | Csernák János    |
| 1990 | A Winchester mestere                         | Quigley Down Under                             | Elliot Marston                           | Vári Attila      |
| 1991 | Szívből, igazán                              | Truly Madly Deeply                             | Jamie                                    | László Zsolt     |
| 1991 | Szívből, igazán                              | Truly Madly Deeply                             | Jamie                                    | Rosta Sándor     |
| 1991 |                                              | Closet Land                                    | vallató                                  |                  |
| 1991 | Robin Hood, a tolvajok fejedelme             | Robin Hood: Prince of Thieves                  | Nottinghami bíró                         | Gáti Oszkár      |
| 1991 | Robin Hood, a tolvajok fejedelme             | Robin Hood: Prince of Thieves                  | Nottinghami bíró                         | Forgács Péter    |
| 1991 | Takard el, a szemem                          | Close My Eyes                                  | Sinclair Bryant                          | Uri István       |
| 1992 | Bob Roberts                                  | Bob Roberts                                    | Lukas Hart III                           | Szokolay Ottó    |
| 1994 | Mesmer                                       | Mesmer                                         | Franz Mesmer                             | eredeti nyelven  |
| 1995 | Várva várt nagy kaland                       | An Awfully Big Adventure                       | P.L. O'Hara                              | Ujréti László    |
| 1995 | Értelem és érzelem                           | Sense and Sensibility                          | Brandon ezredes                          | Kristóf Tibor    |
| 1996 | Michael Collins                              | Michael Collins                                | Éamon de Valera                          | Rajhona Ádám     |
| 1997 | Téli vendég                                  | The Winter Guest                               | férfi az utcán (stáblistán nem szerepel) |                  |
| 1998 | Az áruló csókja                              | Judas Kiss                                     | David Friedman nyomozó                   | Vass Gábor       |
| 1998 | Sötét öböl                                   | Dark Harbor                                    | David Weinberg                           | Rosta Sándor     |
| 1999 | Dogma                                        | Dogma                                          | Metatron                                 | Helyey László    |
| 1999 | Galaxy Quest – Galaktitkos küldetés          | Galaxy Quest                                   | Alexander Dane / Dr. Lazarus             | Barbinek Péter   |
| 2000 | Segítség, hal lettem!                        | Help! I'm a Fish                               | Joe (hangja)                             |                  |
| 2001 | Fújd szárazra, édes!                         | Blow Dry                                       | Phil Allen                               | Helyey László    |
| 2001 |                                              | Play (rövidfilm)                               | férfi                                    |                  |
| 2001 |                                              | The Search for John Gissing                    | John Gissing                             |                  |
| 2001 | Harry Potter és a bölcsek köve               | Harry Potter and the Philosopher's Stone       | Perselus Piton                           | Tahi Tóth László |
| 2002 | Harry Potter és a titkok kamrája             | Harry Potter and the Chamber of Secrets        | Perselus Piton                           | Tahi Tóth László |
| 2003 | Igazából szerelem                            | Love Actually                                  | Harry                                    | Helyey László    |
| 2004 | Harry Potter és az azkabani fogoly           | Harry Potter and the Prisoner of Azkaban       | Perselus Piton                           | Tahi Tóth László |
| 2005 | Harry Potter és a Tűz Serlege                | Harry Potter and the Goblet of Fire            | Perselus Piton                           | Tahi Tóth László |
| 2005 | Galaxis útikalauz stopposoknak               | The Hitchhiker's Guide to the Galaxy           | Marvin (hangja)                          |                  |
| 2006 | Hósüti                                       | Snow Cake                                      | Alex Hughes                              | Tahi Tóth László |
| 2006 | Egy gyilkos története                        | Perfume: The Story of a Murderer               | Antoine Richis                           | Szersén Gyula    |
| 2007 | Váltság-Nobel-díj                            | Nobel Son                                      | Eli Michaelson                           | Helyey László    |
| 2007 | Harry Potter és a Főnix Rendje               | Harry Potter and the Order of the Phoenix      | Perselus Piton                           | Tahi Tóth László |
| 2007 | Sweeney Todd, a Fleet Street démoni borbélya | Sweeney Todd: The Demon Barber of Fleet Street | Turpin bíró                              | Helyey László    |
| 2008 | Borban az igazság                            | Bottle Shock                                   | Steven Spurrier                          | Jakab Csaba      |
| 2009 | Harry Potter és a Félvér Herceg              | Harry Potter and the Half-Blood Prince         | Perselus Piton                           | Tahi Tóth László |
| 2010 | Harry Potter és a Halál ereklyéi 1.          | Harry Potter and the Deathly Hallows: Part I   | Perselus Piton                           | Tahi Tóth László |
| 2010 | Alice Csodaországban                         | Alice in Wonderland                            | Bölcselő (hangja)                        | Papp János       |
| 2010 |                                              | The Wildest Dream (dokumentumfilm)             | Noel Odell (hangja)                      |                  |
| 2011 | Portrék drámai időben                        | Portraits in Dramatic Time                     | önmaga                                   |                  |
| 2011 | Harry Potter és a Halál ereklyéi 2.          | Harry Potter and the Deathly Hallows: Part II  | Perselus Piton                           | Tahi Tóth László |
| 2011 |                                              | The Boy in the Bubble (rövidfilm)              | narrátor (hangja)                        |                  |
| 2012 | Dől a moné                                   | Gambit                                         | Lionel Shahbandar                        | Helyey László    |
| 2013 | A komornyik                                  | The Butler                                     | Ronald Reagan                            | Helyey László    |
| 2013 | Egy ígéret                                   | A Promise                                      | Karl Hoffmeister                         |                  |
| 2013 |                                              | Dust (rövidfilm)                               | Todd                                     |                  |
| 2013 | CBGB                                         | CBGB                                           | Hilly Kristal                            | Epres Attila     |
| 2014 | A virág románca                              | A Little Chaos                                 | XIV. Lajos francia király                | Tahi Tóth László |
| 2015 | Az élet ára                                  | Eye in the Sky                                 | Frank Benson altábornagy                 | Tahi Tóth László |
| 2016 | Alice Tükörországban                         | Alice Through the Looking Glass                | Bölcselő (hangja)                        | Papp János       |

### Televízió
| Év   | Magyar cím          | Eredeti cím                          | Szerep                         | Megjegyzések                                      |
| ---- | ------------------- | ------------------------------------ | ------------------------------ | ------------------------------------------------- |
| 1978 | Rómeó és Júlia      | Romeo and Juliet                     | Tybalt                         | - BBC tévéfilm - magyar hangja: - Szakácsi Sándor |
| 1980 |                     | Thérčse Raquin                       | Vidal                          | 3 epizód                                          |
| 1980 |                     | Shelley                              | Clive                          | 1 epizód                                          |
| 1982 |                     | Busted                               | Simon                          | tévéfilm                                          |
| 1982 | Smiley népe         | Smiley's People                      | Mr. Brownlow                   | 1 epizód                                          |
| 1982 |                     | The Barchester Chronicles            | Obadiah Slope                  | 5 epizód                                          |
| 1985 |                     | Summer Season                        | Croop                          | 1 epizód                                          |
| 1985 |                     | Girls on Top                         | Dmitri / RADA                  | 3 epizód                                          |
| 1989 |                     | Revolutionary Witness                | Jacques Roux                   | rövidfilm                                         |
| 1989 |                     | ScreenPlay                           | Israel Yates                   | 1 epizód                                          |
| 1993 | Bukott angyalok     | Fallen Angels                        | Dwight Billings                | 1 epizód                                          |
| 1996 | Raszputyin          | Rasputin: Dark Servant of Destiny    | Grigorij Jefimovics Raszputyin | - tévéfilm - magyar hangja: - Szakácsi Sándor     |
| 2000 |                     | Victoria Wood with All the Trimmings | George Fallon százados         | különkiadás                                       |
| 2002 | Texas királyai      | King of the Hill                     | King Philip (hangja)           | 1 epizód                                          |
| 2004 | Egy csoda teremtése | Something the Lord Made              | Dr. Alfred Blalock             | tévéfilm                                          |
| 2010 |                     | The Song of Lunch                    | Ő                              | tévéfilm                                          |

## Magyarul megjelent művei
- Őrülten, mélyen. Alan Rickman naplói; ford. Németh Dorottya, előszó Emma Thompson; Kossuth, Bp., 2023

## Fontosabb díjak és jelölések
Golden Globe-díj
- 1997 – díj: legjobb férfi főszereplő (minisorozat vagy tévéfilm) – Raszputyin (1996)

BAFTA-díj
- 1992 – díj: legjobb férfi mellékszereplő – Robin Hood, a tolvajok fejedelme (1991)
- 1997 – jelölés: legjobb férfi mellékszereplő – Michael Collins (1996)
- 1996 – jelölés: legjobb férfi mellékszereplő – Értelem és érzelem (1995)
- 1992 – jelölés: legjobb férfi főszereplő – Szívből igazán (1991)

Emmy-díj
- 1996 – díj: legjobb férfi főszereplő (televíziós minisorozat vagy tévéfilm) – Raszputyin (1996)
- 2004 – jelölés: legjobb férfi főszereplő (televíziós minisorozat vagy tévéfilm) – Egy csoda teremtése (2004)

Velencei Filmfesztivál
- 1997 – díj: Cinem Avvenire-díj – Téli vendég (1997)
- 1997 – díj: OCIC-díj – Téli vendég (1997)
- 1997 – jelölés: Arany Oroszlán – Téli vendég (1997)